# Moratinos
Moratinos es una localidad, una pedanía y también un municipio de España en la provincia de Palencia, comunidad autónoma de Castilla y León, con una superficie de 29,40 km² y una población de 59 habitantes (2018).

## Geografía
El término municipal incluye las pedanías de:
- San Nicolás del Real Camino
- San Martín de la Fuente

## Historia
Así se describe Moratinos en la página 591 del tomo XI del Diccionario geográfico-histórico de España y sus posesiones de Ultramar, obra impulsada por Pascual Madoz a mediados del siglo XIX:

MORATíNOS: v. con ayunt. en la prov. de Palencia (9
leg.), part. jud . de Carrion de los Condes (4), aud. terr. y
c- g. de Valladolid (4 7), dióc. de León. SIT . en el valle denominado de Valdeginate en terreno escabroso, aunque el
casco de la pobl. está en llano: el CLIMA es sano y con bue na ventilación. Consta de 26 edificios, casi todos de tierra ,
formando una sola calle; para surtido del vecindario hay 2 fuentes de buenas aguas, la igl. parr. , que se halla arruinada en su mayor parte , tiene por tutelar á Sto. Tomás. Lonfina el TÉRM . por N. con San Martin de la Cueza ; E.
Terradillos; S. San Martin de la Fuente , y O. San Nicolás.
W TERRENO puesto en labor es de 4,000 obradas, su calidad
mediana, y tiene sitios pantanosos que todo el invierno se
"alian cubiertos de agua , el arroyo de los Desamparados
c ru z a por el térm. : los CAMINOS son locales, y su estado
m a ' o , la calzada conocida por la Francesa pasa por la pobl.
PR.OD. : trigo , cebada , centeno , algunas legumbre s y frutas;
se cria ganado lanar y vacuno , pero en corta cantidad, y
caza de liebres, perdices y conejos, IND . : la agrícola, COMERCIO : la esportacion de cereales é importación de algunos artículos de consumo diario, POBL . : 46 vec , 83 almas.
°Ap. PROD . : 22,000 rs. IMP . : 6,800. El PRESUPUEST O MUNICIP A L se cubr e con los prod . de propios, y si falta, por reparto vecinal.

## Demografía
Cuenta con una población de 59 habitantes (INE 2024).
| Gráfica de evolución demográfica de Moratinos entre 1842 y 2021 |
| |
| Población de derecho según los censos de población del INE Población de hecho según los censos de población del INEEntre el censo de 1877 y el anterior, aparece este municipio porque se segrega del municipio 34510 (Terradillos de los Templarios) Entre el censo de 1857 y el anterior, este municipio desaparece porque se integra en el municipio 34510 (Terradillos de los Templarios) |

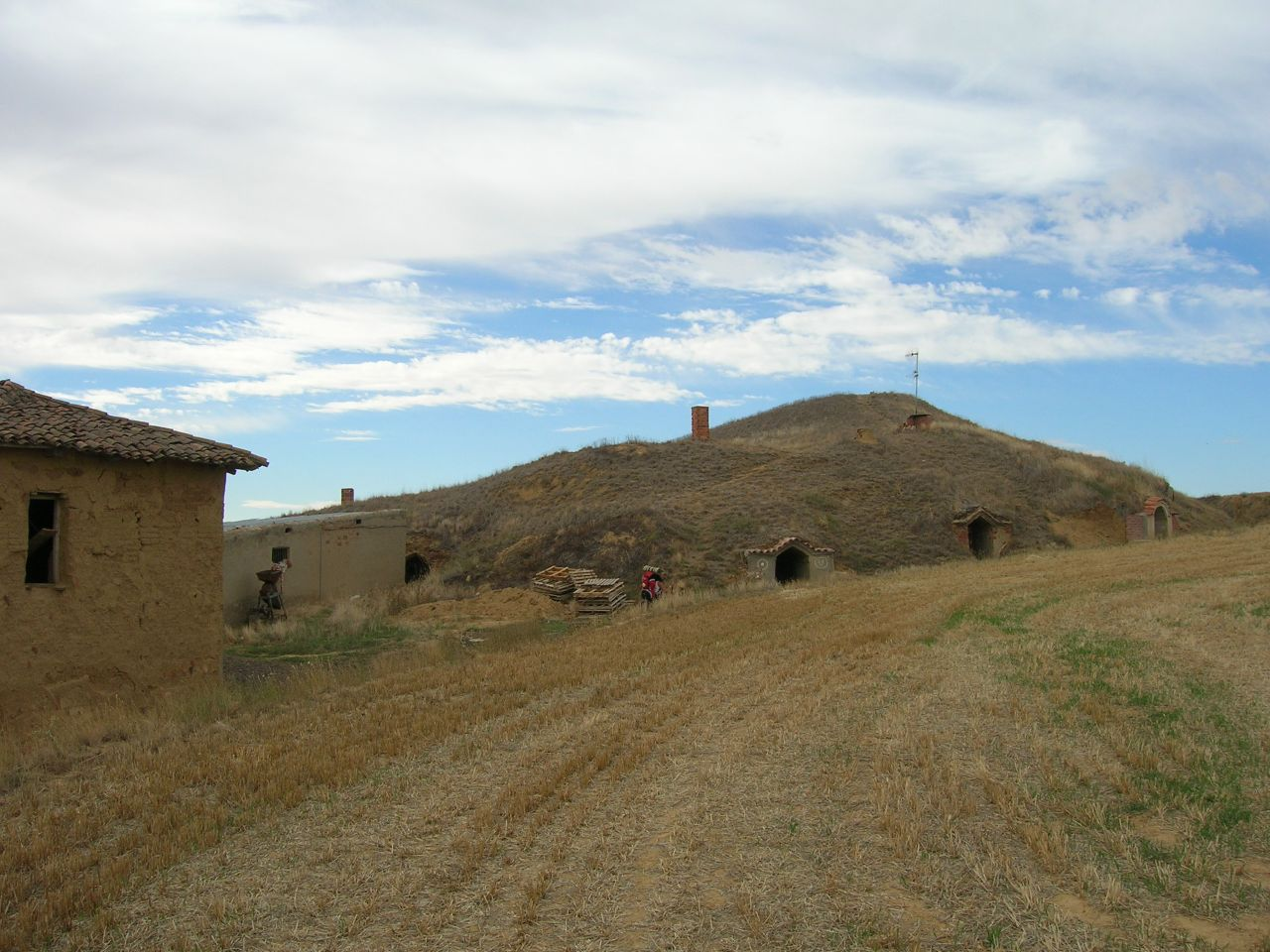
Bodegas excavadas en una loma en Moratinos.
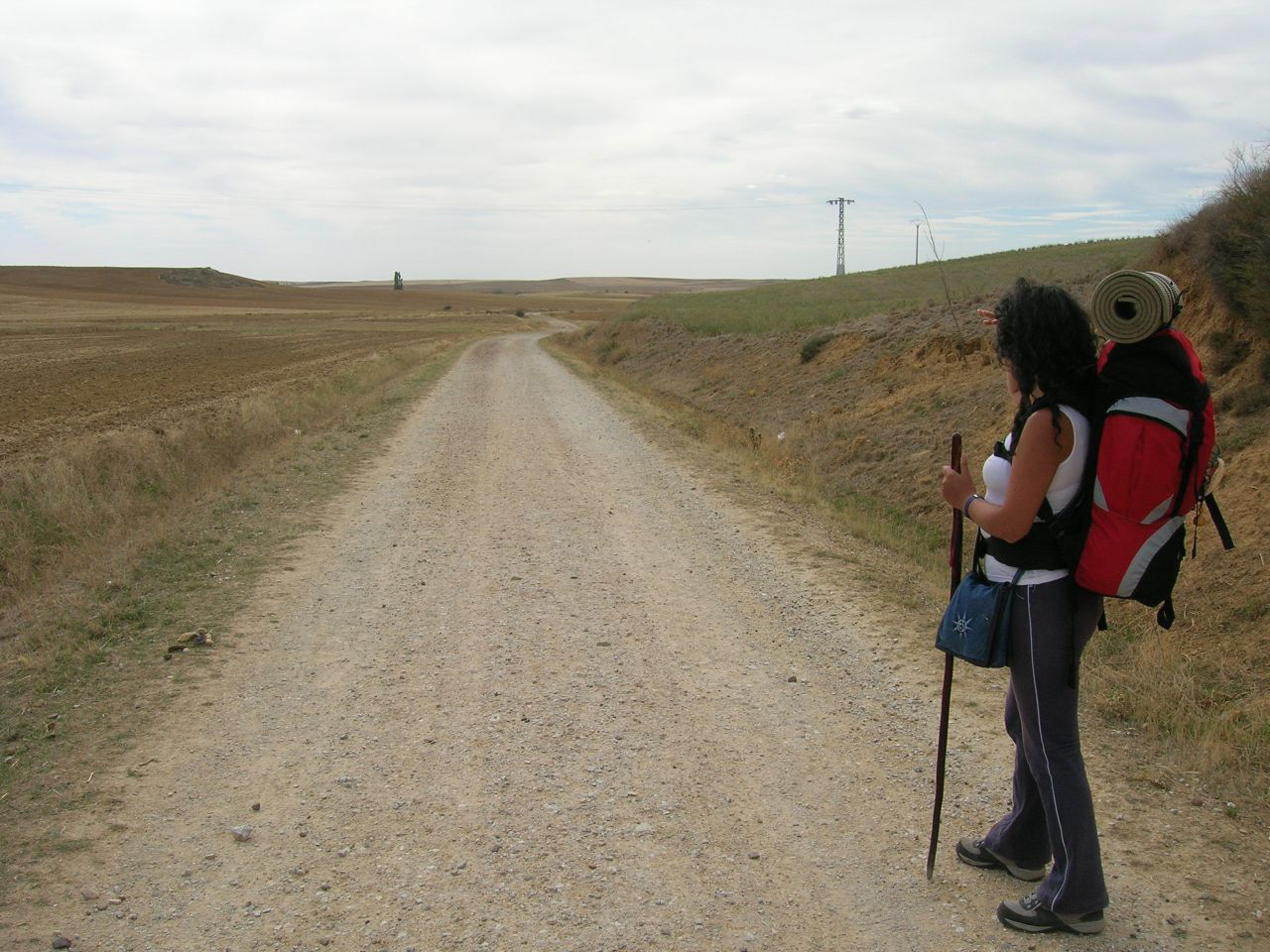
La llana meseta, cerca de Moratinos.